# Руберунг
Руберунг — гора, расположенная у долины реки Марха в Гималаях, Ладакх, Индия. Высота — 6400 м.
У горы две вершины, нижний западный пик (Канг-Яце II) легче по сложности восхождения (Alpine PD) и была несколько раз покорена, хотя она ниже всего на 200 метров (6200 м). Высокий восточный пик — труден (Канг-Яце I) покорялся меньше, так на подъёме приходилось идти как по «лезвию ножа». Хотя, на гору можно подняться и с северо-востока, взойдя на хребет, но для этого надо пройти крутое снежное «лицо» горы (Alpine AD+/D−).
- Руберунг с Конгмару-Ла